# أفعلها مثل الرجل
أَفعَلُها مثل الرجل (بالإنجليزية:Do It Like Dude) هي أول أغنية لكاتبة الأغاني والمغنية البريطانية جيسي جي التي صدرت في 18 نوفمبر 2010 عن شركتي تسجيلات الموسيقية لافا وآيلاند ريكوردز.

## الأداء التجاري
في المملكة المتحدة، ظهرت أغنية "أفعلها مثل الرجل" لأول مرة على قائمة الأغاني المنفردة البريطانية محتلةً المركز 25 في 28 نوفمبر 2010، محققةً بذلك ثالث أعلى معدل دخول جديد خلال الأسبوع. بعد تراجعها خلال ديسمبر، صعدت الأغنية 13 مركزًا لتصل إلى المركز 21 في 26 ديسمبر، ثم صعدت 3 مراكز أخرى في الأسبوع الذي يليه لتصل إلى المركز 18.
بعد الإعلان عن تصدر جيسي جي لاستطلاع بي بي سي "صوت 2011"، صعدت أغنية "أفعلها مثل الرجل" 13 مركزًا إلى المراكز العشرة الأولى محتلةً المركز الخامس في 9 يناير 2011. في أسبوعها الثاني ضمن المراكز العشرة الأولى، صعدت الأغنية 3 مراكز لتصل إلى ذروة المركز الثاني؛ ولم تتفوق عليها سوى أغنية "Grenade" لبرونو مارس. وقد باعت الأغنية الآن 573,000 نسخة في المملكة المتحدة وحدها. في جمهورية أيرلندا، وصلت الأغنية إلى ذروتها في المرتبة 11 على مخطط الأغاني الفردية الأيرلندية.

## الأداء المباشر للأغنية
قدمت جيسي جي أداءً لأغنية في حفل توزيع جوائز بريت لعام 2011 في 13 يناير 2011. وفي 27 أبريل 2011، غنّت الأغنية في برنامج New Music Live على قناة MuchMusic كما قدمت جيسي الأغنية في حفل جوائز إم تي في للفيديو الموسيقي لعام 2011.
وفي 5 أبريل 2011، أدت جيسي جي الأغنية في حفل جوائز موبو لعام 2011، حيث فازت أيضًا بأربع جوائز في تلك الليلة.

## الشهادات
| البلد           | الشهادة              | المبيعات |
| --------------- | -------------------- | -------- |
| أستراليا        | الأسطوانة البلاتينية | 70.000   |
| برازيل          | الأسطوانة البلاتينية | 60.000   |
| الدنمارك        | الأسطوانة الذهبية    | 45.000   |
| نيوزيلندا       | الأسطوانة البلاتينية | 15.000   |
| المملكة المتحدة | الأسطوانة البلاتينية | 600.000  |

## الترشيحات والجوائز
| السنة | الجائزة                    | التصنيف                 | النتيجة |
| ----- | -------------------------- | ----------------------- | ------- |
| 2011  | جوائز موبو                 | أفضل أغنية              | فائزة   |
| 2011  | جوائز موبو                 | أفضل فيديو مصور         | رشحت    |
| 2011  | Popjustice £20 Music Prize | أفضل أغنية بوب بريطانية | رشحت    |
| 2011  | Q Awards                   | أفضل فيديو مصور         | فائزة   |
| 2011  | UK Music Video Awards      | أفضل فيديو بوب مصور     | رشحت    |
| 2011  | UK Music Video Awards      | أفضل تصوير سينمائي      | رشحت    |

## قائمة المراجع
1. ↑  "Official Singles Chart on 28/11/2010". Official Charts (بالإنجليزية). Archived from the original on 2025-06-19. Retrieved 2025-08-05.
2. ↑  "Price Tag Suits Jessie J". www.theofficialcharts.com. مؤرشف من الأصل في 2011-10-26. اطلع عليه بتاريخ 2025-08-05.
3. ↑  "Bruno Mars storms Irish single chart". Web Back Machine. اطلع عليه بتاريخ 2025-08-05.
4. ↑  "Jessie J - "Do It Like A Dude" Live @ Brit Awards 2011 Launch (Video) | SoulCulture". www.soulculture.co.uk (بالإنجليزية الأمريكية). Archived from the original on 2011-01-19. Retrieved 2025-08-05.
5. ↑  Devin. "Video: Jessie J Sings in Subway Station". Rap-Up. مؤرشف من الأصل في 2024-12-07. اطلع عليه بتاريخ 2025-08-05.
6. ↑  "Celebrity News, Gossip and Photo Galleries - HuffPost Celebrity UK". The Huffington Post (بالإنجليزية). Archived from the original on 2012-12-21. Retrieved 2025-08-05.
7. ↑  "Dropbox" (PDF). www.dropbox.com. اطلع عليه بتاريخ 2025-08-05.
8. ↑  "Certificados". A Pro-Música Brasil. مؤرشف من الأصل في 2025-01-25. اطلع عليه بتاريخ 2025-08-05.
9. ↑  "Jessie J. "Do It Like A Dude" | IFPI". ifpi.dk. اطلع عليه بتاريخ 2025-08-05.
10. ↑  "Single Certification Search – RadioScope" (بNew Zealand English). Archived from the original on 2025-06-27. Retrieved 2025-08-05.
11. ↑  "Jessie J, Do It Like A Dude, Single - The BPI". BPI (بالإنجليزية). Archived from the original on 2025-06-30. Retrieved 2025-08-05.
12. ↑  Stone, Rolling (6 Oct 2011). "Jessie J Grabs Four MOBO Awards". Rolling Stone (بالإنجليزية الأمريكية). Archived from the original on 2020-09-25. Retrieved 2025-08-05.
13. ↑  "Adele, Coldplay, U2, Bon Iver, Noel Gallagher, Tinie Tempah... Q Awards 2011: the winners - News - QTheMusic.com". news.qthemusic.com. مؤرشف من الأصل في 2011-10-26. اطلع عليه بتاريخ 2025-08-05.
14. ↑  "UK Music Video Awards 2012 - People's Choice Award finalists announced!". Promo News (بالإنجليزية الأمريكية). Archived from the original on 2013-01-04. Retrieved 2025-08-05.

## طالع أيضًا
- جيسي جي
- من أنت (ألبوم موسيقي)
- برايس تاغ (أغنية لجيسي جي)

## وصلات خارجية
- الفيديو الموسيقي للأغنية على منصة يوتيوب.
- الفيديو الموسيقي للأغنية على قاعدة بيانات الأفلام IMDb (الإنجليزية)

- أفعلها مثل الرجل على موقع أول ميوزيك (الإنجليزية)
- أفعلها مثل الرجل على قاعدة بيانات ديسكوغز (الإنجليزية)
- أفعلها مثل الرجل على موسوعة ميوزيك برينز (MBRG). (بالإنجليزية)
- أفعلها مثل الرجل على موقع جينيس (الإنجليزية)